# Amy Steel
Amy Steel (Pennsylvania, 3 maggio 1960) è un'attrice statunitense.

## Biografia
Conosciuta prevalentemente per il suo ruolo di Ginny Field nel film horror del 1981 L'assassino ti siede accanto, le fu offerta la possibilità di reinterpretare il ruolo per terzo film della serie, ma fu costretta a rinunciarvi dal suo agente dell'epoca. La Steel fu inoltre la protagonista del film horror del 1986 Pesce d'aprile.

## Filmografia

### Cinema
- Fat Angels, regia di Manuel Summers (1980)
- L'assassino ti siede accanto (Friday the 13th Part 2), regia di Steve Miner (1981)
- Exposed, regia di James Toback (1983)
- Pesce d'aprile (April Fool's Day), regia di Fred Walton (1986)
- Bobo, vita da cani (Walk Like a Man), regia di Melvin Frank (1987)
- Play Nice, regia di Terri Treas (1992)
- Valerie Flake, regia di John Putch (1999)
- Tycus, regia di John Putch (2000)
- Tales of Poe, regia di Bart Mastronardi e Alan Rowe Kelly (2014)

### Televisione
- Sentieri - serie TV (1980-1981)
- La valle dei pini - serie TV, 1 episodio (1980)
- Casa Keaton - serie TV, 1 episodio (1982)
- Matthew Star - Il principe delle stelle - serie TV, 13 episodi (1982-1983)
- CHiPs - serie TV, 1 episodio (1983)
- A-Team - serie TV, 1 episodio (1983)
- Casa First Steps, regia di Sheldon Larry - film TV (1985)
- Jake & Jason Detectives  - serie TV, 2 episodi (1987-1989)
- Le inchieste di Padre Dowling - serie TV, 1 episodio (1990)
- In viaggio nel tempo - serie TV, 1 episodio (1990)
- China Beach - serie TV, 1 episodio (1991)
- Perry Mason: Morte di un dongiovanni (Perry Mason: The Case of the Reckless Romeo), regia di Christian I. Nyby II - film TV (1992)
- Quell'uragano di papà - serie TV, 1 episodio (1994)
- Un detective in corsia - serie TV, 1 episodio (1994)
- Il commissario Scali - serie TV, 1 episodio (1995)
- Chicago Hope - serie TV, 1 episodio (1996)
- Millennium - serie TV, 1 episodio (1997)
- JAG - Avvocati in divisa - serie TV, 1 episodio (2000)
- Gli ultimi ricordi (A Time to Remember), regia di  John Putch - film TV (2003)